# Giuseppe Torquato Gargani
Giuseppe Torquato Gargani (Firenze, 12 febbraio 1834 – Faenza, 29 marzo 1862) è stato un poeta e letterato italiano.

## Biografia
Fiorentino di nascita, frequentò le Scuole Pie degli Scolopi, dove conobbe Giosuè Carducci, avendolo come compagno nel biennio di retorica (1849-1851). Insieme ebbero come insegnante padre Geremia Barsottini, e strinsero una forte amicizia. Successivamente fu mandato in Romagna da Pietro Thouar, e dal 1853 al 1856 fu precettore a Faenza del conte Pierino Laderchi.
Nel 1856 il giovane poeta livornese Braccio Bracci pubblicò un piccolo volume di versi intitolato Fiori e Spine, al quale Guerrazzi aveva accluso una lettera in cui diceva che l'autore era «un uccello destinato a gran volo». Gargani, che da guerrazziano convinto era passato, sono parole di Carducci, a un «classicismo rigidamente strocchiano», pensò, assieme agli amici fiorentini Giuseppe Chiarini e Ottaviano Targioni Tozzetti, di scrivere una Diceria per opporsi al gusto romantico di Fiori e Spine, fedele alle ferme convinzioni classiche del suo gruppo. Fu lui a proporre il nome di Amici pedanti, con cui furono conosciuti.
Vista la difficoltà di trovare chi pubblicasse il testo, gli Amici pedanti fecero una colletta (lo stesso Carducci contribuì con quattro paoli) e uscì così Di Braccio Bracci e degli altri poeti nostri odiernissimi, Diceria di G.T.Gargani, a spese degli amici pedanti, in cui la stroncatura dell'opera del Bracci diventava il pretesto per polemizzare contro il tardo romanticismo e proporre un ritorno ai classici, facendo leva soprattutto su una sferzante ironia.
Il testo scatenò il finimondo in una città dominata dal pensiero romantico e facente capo alle idee di Pietro Fanfani. Enrico Nencioni, amico stretto dei pedanti, si ribellò alla violenza dell'operetta e, ne Lo Spettatore, replicò con alcuni versi intitolati Al Manzoni. I giornali locali si scagliarono contro il Gargani, Lo Spettatore, Il Passatempo, La lanterna di Diogene, L'Avvisatore, Il Buon Gusto, Lo Scaramuccia e L'Eco dei teatri levarono una voce unanime. Ferdinando Martini, allora adolescente, ne La Lente parlò di «Su'Diceria», alludendo anche all'abbigliamento poco corretto che era solito avere il Gargani. Il Passatempo, il 2 agosto fece la caricatura dell'autore, raffigurandolo con un gran testone e gli orecchi molto lunghi, mentre un ragazzetto gli toglie la parrucca lasciando scoperta la nuca, su cui si legge, «Di Braccio Bracci e degli altri poeti odiernissimi», mentre il ragazzo proferisce le beffarde parole: «Vediamo che cos'ha in questo zuccone... To! sembrava che ci dovesse avere un'altra Divina Commedia e invece...»
Carducci difese strenuamente il Gargani, e gli Amici pedanti curarono insieme una risposta immediata, anche se fu data alle stampe solo nel mese di dicembre. Questo volumetto di 160 pagine, Giunte alla derrata, si costituiva di due parti, un preambolo e uno scritto del Gargani. L'autore del preambolo e di alcuni sonetti allegati fu però Giosuè Carducci, e ciò fece sì che le reazioni, pur veementi come in occasione della Diceria, fossero anche limitate da un profondo rispetto verso la coerenza degli Amici, e in particolare dall'ammirazione verso il Carducci, che cominciava a imporre la propria superiorità intellettuale.
Assieme al Targioni Tozzetti, Gargani lavorerà poi l'estate successiva al Volgarizzamento d'Esopo per uno da Siena, sulla base di un testo che avevano scovato nella Biblioteca Mediceo Laurenziana, e che vide la luce, incompiuto, per i tipi di Le Monnier nel 1864. Quando il prefetto della Laurenziana, Crisostomo Ferrucci, si ritirava, Gargani lasciava libera espressione alla propria
vena estrosa, e si metteva a fare la mimica della rana, fra lo stupore dei presenti.
Era così il Gargani, appassionato nel temperamento e fervente rivoluzionario: «Era un fiorentino puro; e pareva una figura etrusca scappata via da un'urna di Volterra o di Chiusi, con la persona tutta ad angoli, ma senza pancia, e con due occhi di fuoco», ricorderà Carducci.
Dal 1856 al 1858 Gargani fu nuovamente precettore, questa volta a Montegemoli, presso Volterra, e l'anno successivo si arruolò volontario nella Seconda guerra d'indipendenza, patendo trenta giorni di prigionia per aver preteso dal governo provvisorio toscano il diritto di voto ai militari. Fece poi parte dei Mille e con loro sbarcò a Marsala.
Finita l'esperienza garibaldina, fu nominato prima insegnante di latino (1860) al ginnasio, poi di lettere italiane, latine e greche (1861) al liceo di Faenza. A Faenza, nel 1861, diede alle stampe, per i tipi di Pietro Conti, un volume di Versi, comprendente dieci sonetti, due canzoni e un idillio.
A Faenza si intratteneva spesso col Carducci e altri illustri uomini in un salotto letterario frequentato dagli intellettuali faentini. Fu intanto lasciato dalla sorella di Enrico Nencioni con cui aveva scambiato promessa di matrimonio a Firenze. Addolorato e da tempo malato di tisi, dopo alcune settimane d'agonia, mentre Carducci quasi quotidianamente veniva da Bologna al suo capezzale, morì il 29 marzo. Il 29 aprile il grande poeta lo ricordò con affetto nel giornale fiorentino Le veglie letterarie (il necrologio fu ristampato in Ceneri e Faville) e gli dedicò alcune pagine ne Le «Risorse» di San Miniato al Tedesco (1883), nonché una stanza della poesia Congedo dei Levia Gravia:

## Opere
- Versi, Faenza, Tipografia Conti, 1861
- Di Braccio Bracci e degli altri poeti nostri odiernissimi: diceria ristampata per cura di Carlo Pellegrini, Napoli, F. Perrella, 1915